# アルベルト・フォン・ケラー
アルベルト・フォン・ケラー（Albert von Keller、1844年4月27日 - 1920年7月14日）は、スイス生まれの画家である。主にミュンヘンで活動した。人物画を描いた。

## 略歴
スイス、アッペンツェル・アウサーローデン準州のガイス(Gais)で生まれた。チューリッヒの名門の家の出身であった。1847年に母親とバイエルンに移り、バイロイトで教育や、ピアノの訓練を受けた。1853年末からミュンヘンで初等教育を受け、各国語や古典、音楽の教育を受けた。1863年に高校を卒業するとミュンヘン大学で法律を学び始めた。
友人となったルートヴィヒ・フォン・ハーグン(Ludwig von Hagn: 1819-1898)やアルトゥール・ランベルク(1819-1875)に勧められて、1865年には画家を目指すようになり、ミュンヘン美術院でも短期間、学んだ 。
1867年にミュンヘンにスタジオを開いた。1878年に銀行家の一族の娘と結婚した。
1890年頃にはハンス・マカルトやアルノルト・ベックリンの影響を受けて象徴主義のスタイルの作品を描き始めた。ミュンヘンの美術家グループ、「Allotria」の創立メンバーになった。1892年に「ミュンヘン分離派」の創立メンバーとなり、1904年から1920年の間、副会長を務めた。
1897年にバイエルン王冠勲功章 (Verdienstorden der Bayerischen Krone) を受勲した。

## 作品

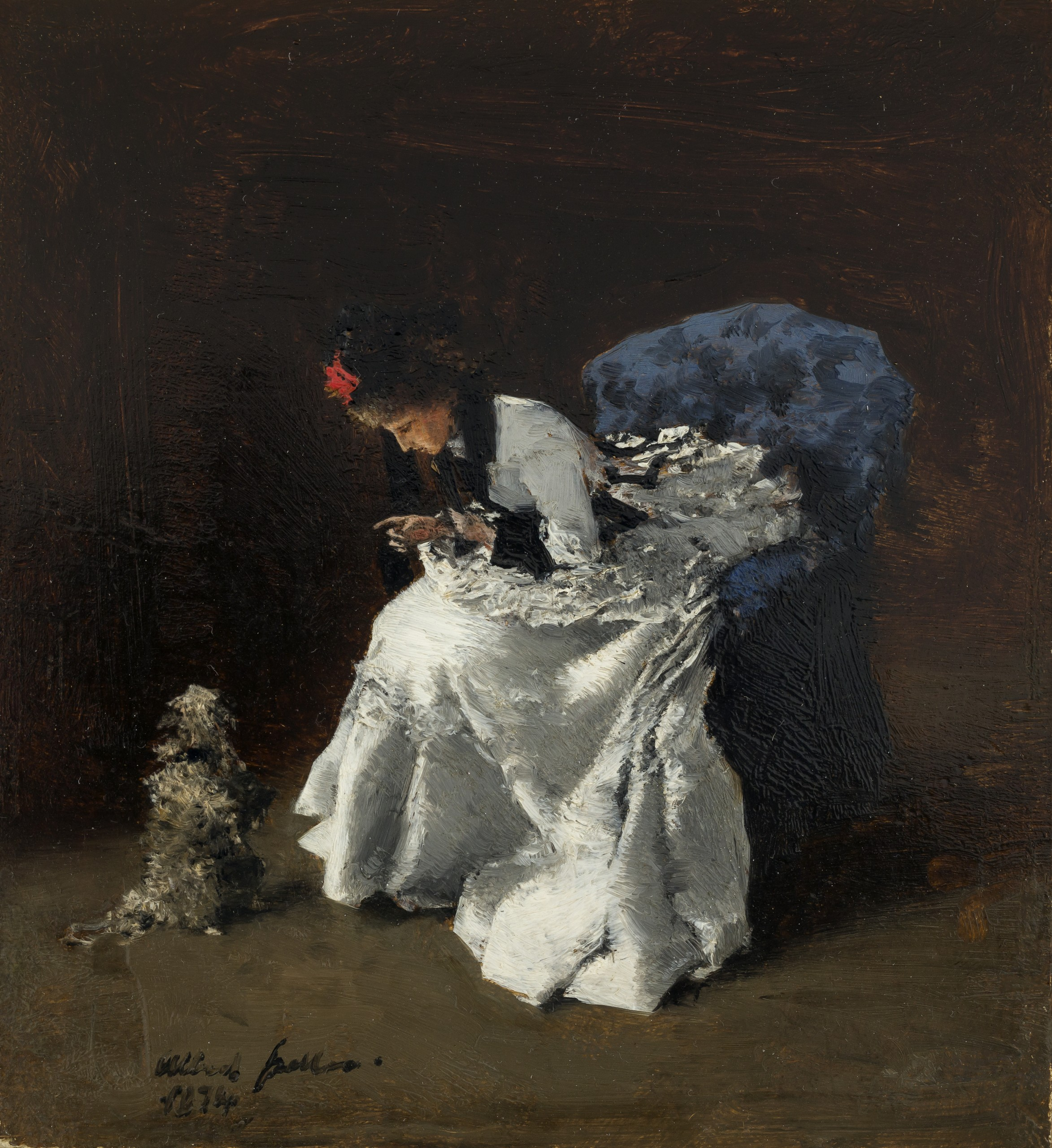
犬と女性(1875)
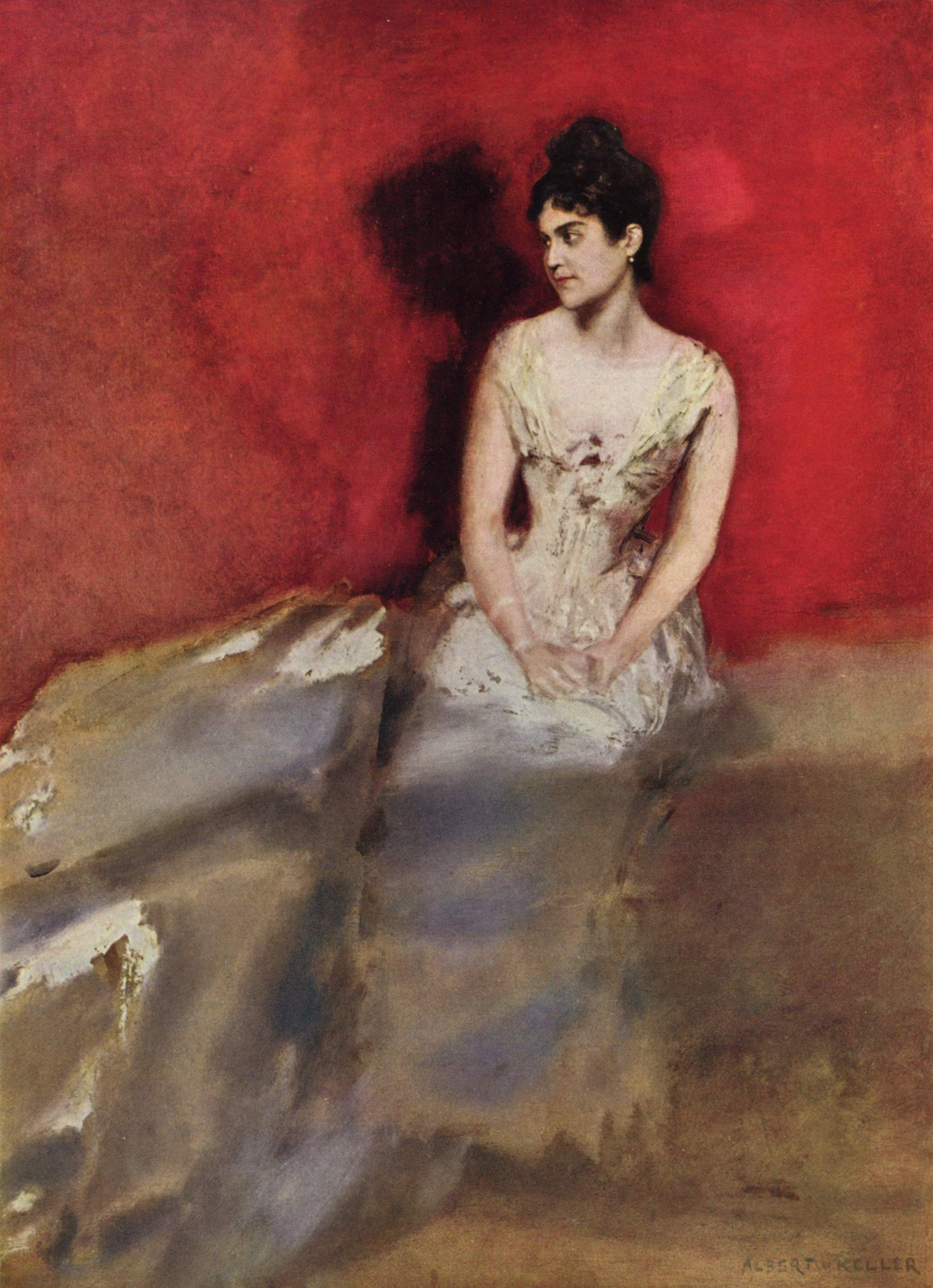
妻の肖像画 (1887) ノイエ・ピナコテーク
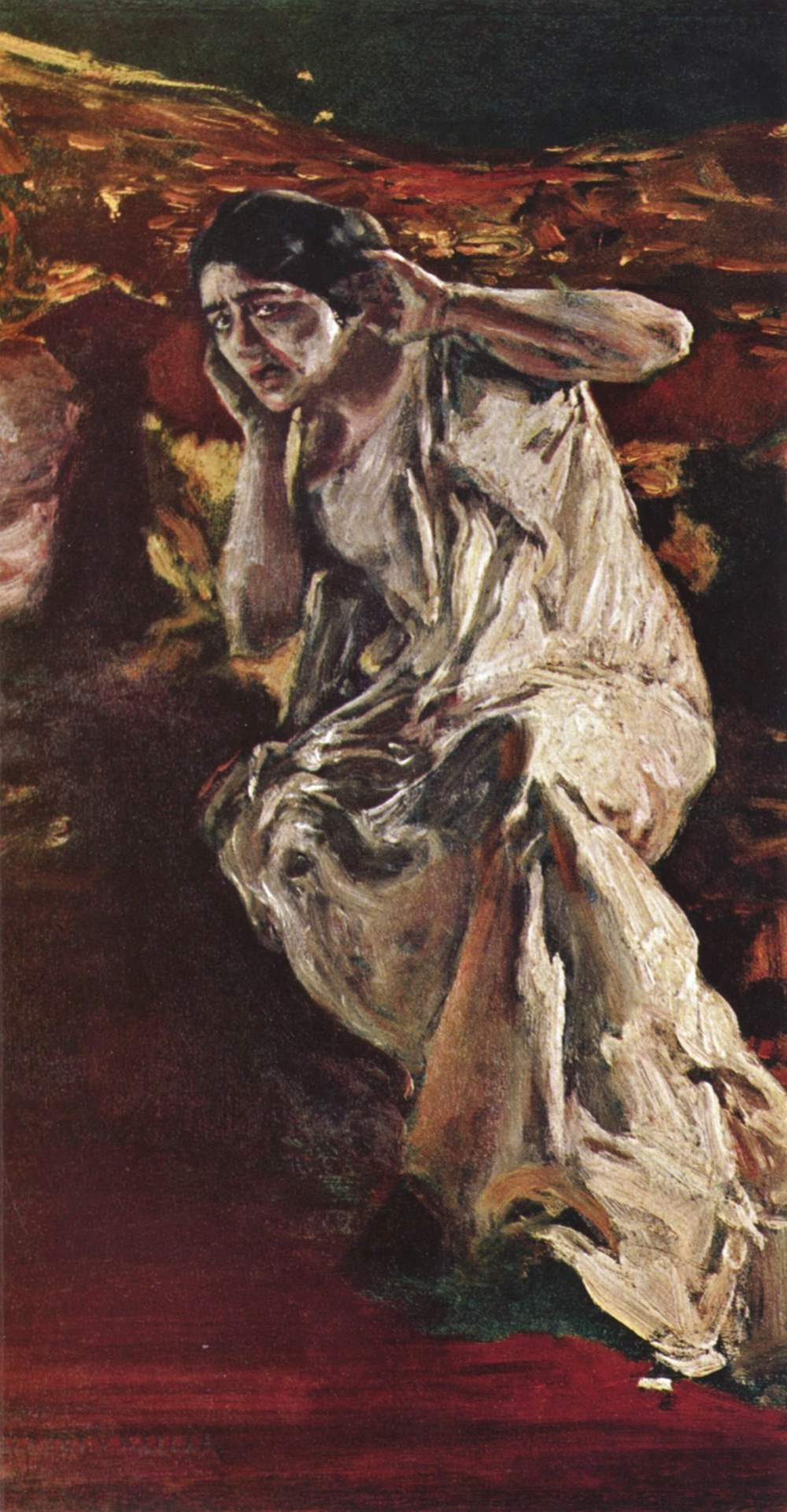
Magdeleine Guipet(ダンサー)(1904) ノイエ・ピナコテーク
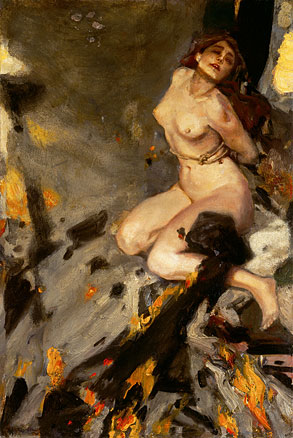
"La Descente aux Enfers" (1912)

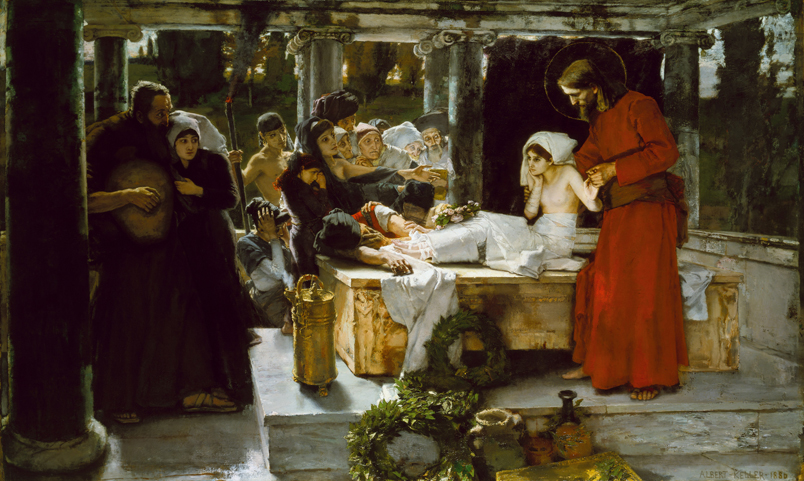
ヤイロの娘の復活 (1883)
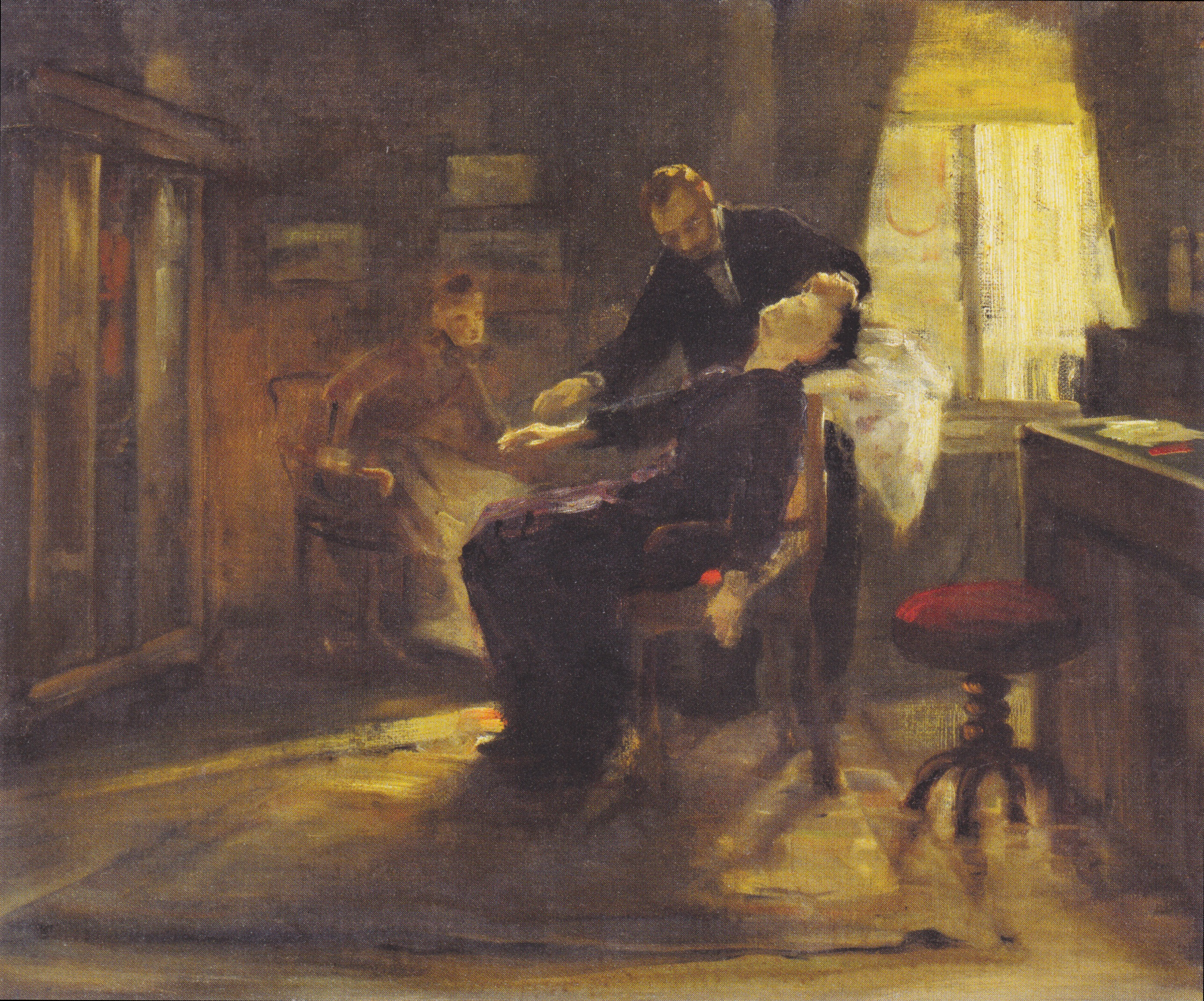
催眠術の実演
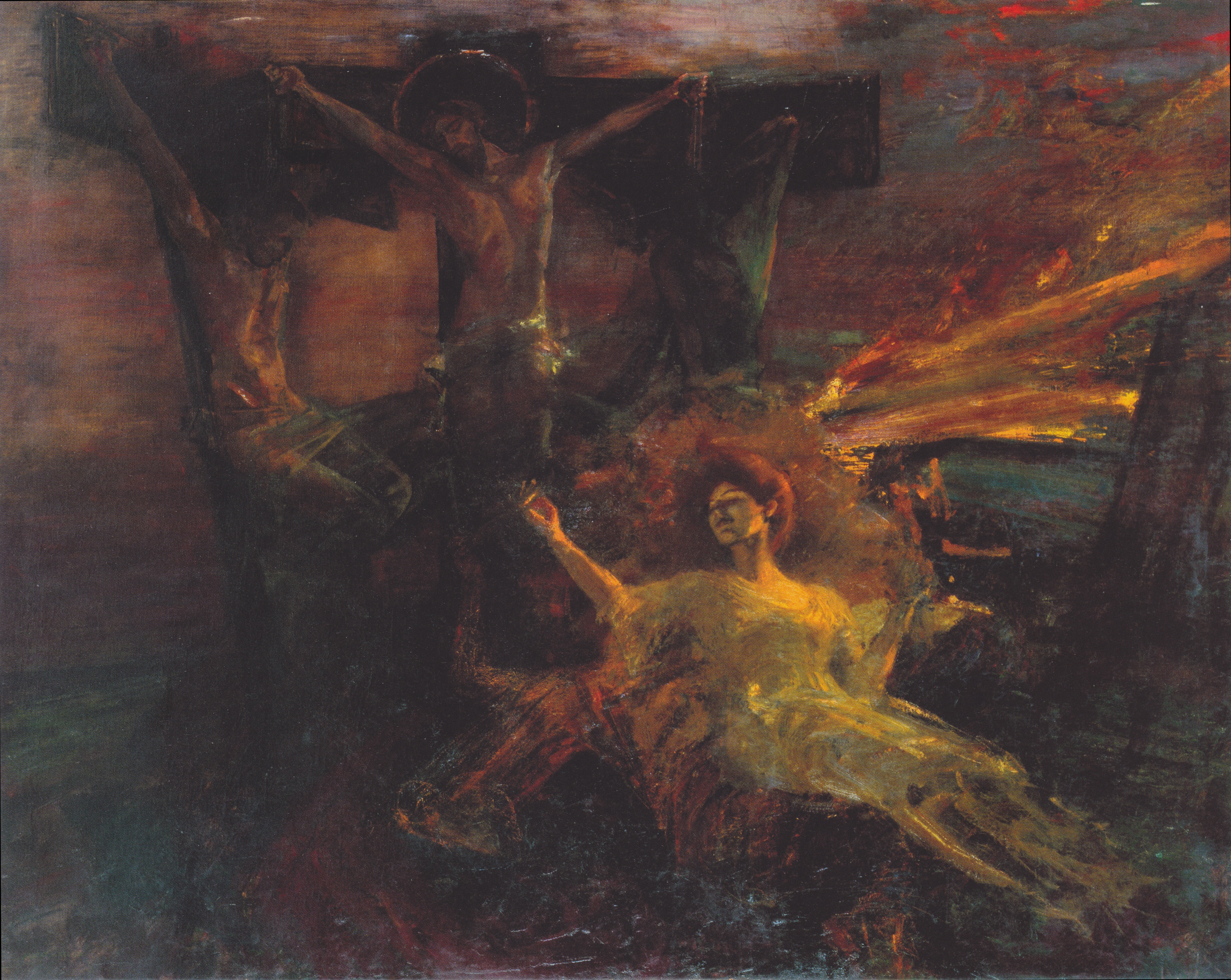
磔刑の幻視 (c.1903)